# Eudoxia Woodward
Pour les articles homonymes, voir Woodward.
Eudoxia Muller Woodward (14 juin 1919 - 20 janvier 2008) est une artiste et chercheuse en chimie américaine. Elle est connue pour son travail avec Edwin H. Land à la Polaroid Corporation, où ses recherches ont contribué à produire le Vectograph et les premières formes de photographie instantanée Polaroid.

## Formation et vie personnelle
Née Eudoxia M. Muller à Flushing, dans l'État de New York, d'Olga Popoff Muller, sculpteur, et de John Muller, architecte, elle grandit à New York. Elle fréquente la St Agatha's School au lycée et obtient sa licence au Smith College. Elle s'installe ensuite à Boston, dans le Massachusetts.
Alors qu'elle travaillait chez Polaroid, elle rencontre Robert Burns Woodward, qui avait été engagé comme consultant. Ils se sont mariés en septembre 1946 et ont eu deux enfants.

## Travail chez Polaroid
En tant que chercheuse chez Polaroid, Eudoxia Woodward travaille sur les Vectographes et sur les recherches consacrées à la photographie instantanée. En 1944, Eudoxia Woodward travaille sur un projet spécial (SX-70) dirigé par Edwin Land qui était consacré à la photographie instantanée et à la création d'un appareil photo à pellicule instantanée Eudoxia Woodward est la première personne à voir une image instantanée Polaroid développée dans le cadre de son travail avec le projet SX-70.

## Carrière post-Polaroid
Après avoir quitté Polaroid, elle enseigne l'art à la Belmont Day School de Belmont, Massachusetts et dans des maisons de retraite.
Le titre de l'exposition d'art d'Eudoxia Woodward à Boston en 1977, "Flowers - Art or Science ?", illustrait les contradictions de son travail. Son aquarelle Pentagonal Red Hibiscus, présentée lors d'une exposition en 1995 à la galerie Francesca Anderson Fine Art à Lexington, illustrait l'unité qu'elle trouvait dans les deux approches de l'expérience. Pour l'Hibiscus rouge pentagonal, elle dit avoir tracé quatre vues de la fleur sur un pentagone. Ses œuvres ont été présentées dans des expositions, entre autres au DeCordova Museum et à son alma mater, le Smith College.
Diversement, Eudoxia Woodward a siégé aux conseils d'administration du Musée des sciences de Boston, du Musée des beaux-arts de Boston et de la Cambridge Art Association. En 2002, la New England Watercolor Society a décerné à Eudoxia Woodward le "Stanhope Framers Prize".
En 2008, elle décède d'un cancer à son domicile de Belmont, dans le Massachusetts.